# Intentieverklaring
Een intentieverklaring is een verklaring van een partij omtrent een bedoeling (intentie). 

## Voorbeeld
Een intentieverklaring kan bijvoorbeeld door een klant aan een leverancier geschreven worden in afwachting van de totstandkoming van een formele opdracht tot levering (overeenkomst). De klant geeft aan de intentie te hebben een bepaald product te willen aanschaffen. De klant gaat dus op dat moment nog geen overeenkomst aan. 
Dit kan gebeuren als de leverancier bereid is om al met de beoogde opdracht te beginnen (bijvoorbeeld ontwerp of inkoop materialen) voordat de definitieve overeenkomst rond is. Ook kan hierbij meespelen dat de leverancier veel werk moet verrichten om een goede offerte op te stellen of om de specificaties uit te werken (zaken waarvoor hij niet betaald krijgt) en de leverancier dus wel enige zekerheid wil hebben omtrent de bedoelingen van de potentiële klant.

## Intentieverklaring vs. intentieovereenkomst
De begrippen intentieverklaring en intentieovereenkomst worden vaak door elkaar gebruikt. In principe is een verklaring echter eenzijdig en dus geen overeenkomst tussen partijen. Een intentieovereenkomst is daarentegen wel een bindende overeenkomst. De inhoud van de verklaring is bepalend of het een verklaring of overeenkomst is. Als een document intentieverklaring genoemd wordt, maar partijen maken onderlinge afspraken dan is in juridisch opzicht sprake van een overeenkomst.